# Mycetophila fisherae
Mycetophila fisherae är en tvåvingeart som först beskrevs av Laffoon 1957.  Mycetophila fisherae ingår i släktet Mycetophila och familjen svampmyggor. Inga underarter finns listade i Catalogue of Life.